# 坎如普都會縣
坎如普都會縣是印度的一個縣，位於該國東北部，由阿薩姆邦負責管轄，面積1,528平方公里，每年平均降雨量1,718毫米，2011年人口1,260,419，人口密度每平方公里825人。